# پر آلمارک
پر آلمارک (سوئدی: Per Ahlmark; ۱۵ ژانویهٔ ۱۹۳۹ – ۸ ژوئن ۲۰۱۸) سیاستمدار از حزب لیبرال‌ها اهل سوئد بود.

## سمت‌ها
- عضو حزب لیبرال‌ها از ۱۹۷۵ تا ۱۹۷۸
- وزیر کابینه و معاون نخست‌وزیر سوئد از ۱۹۷۶ تا ۱۹۷۸
- عضو ریکسداگ از ۱۹۶۷ تا ۱۹۷۸